# Saint-Victurnien

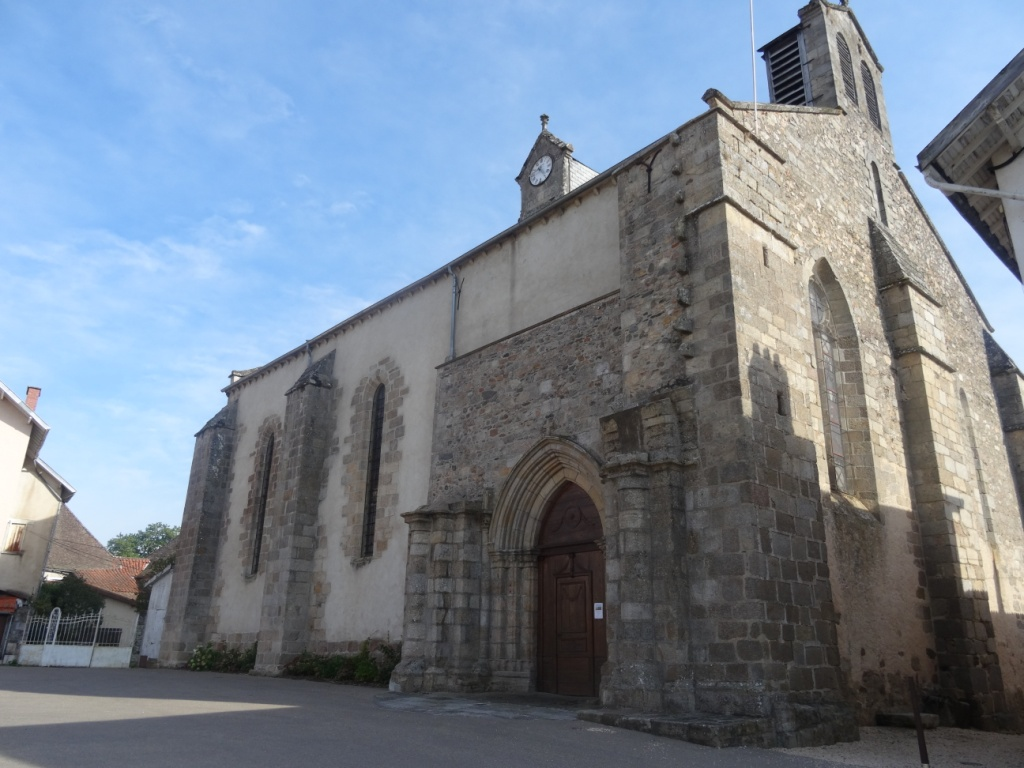
Zabytkowy Kościół św. Wikturniana (2014)

Saint-Victurnien – miejscowość i gmina we Francji, w regionie Nowa Akwitania, w departamencie Haute-Vienne.
Według danych na rok 1990 gminę zamieszkiwało 1447 osób, a gęstość zaludnienia wynosiła 69 osób/km² (wśród 747 gmin Limousin Saint-Victurnien plasuje się na 73 miejscu pod względem liczby ludności, natomiast pod względem powierzchni na miejscu 317).

## Populacja

Populacja Saint-Victurnien w latach 1962–2008